# 茂幸雄
茂幸雄（日语：／ Shige Yukio，1944年2月—）是一名退休的日本警官，也是日本福井縣東尋坊懸崖防止自殺NPO的負責人。據說他和NPO的工作挽救了750多條生命。他被稱為「等等」，因為他對考慮自殺的人說過這樣的話。

## 警察生涯
茂在福井縣警察局擔任了42年警官，60歲退休。他最後的工作地點是坂井市的東尋坊。他不得不從海裡清理出許多屍體，這讓他感到震驚。在2003年退休前的最後一次巡邏中，他遇到一對開酒吧的東京老夫婦。他們有嚴重的債務問題，有自殺傾向，並計劃在日落時分投海自盡。他說服他們不要這樣做，並叫一輛巡邏車將他們送到當地福利局。當地政府只給這對夫婦足夠的錢去下一個城鎮。他收到了他們寄來的一封信，這封信是他們在新潟縣長岡市自殺前不久寄來的，距離他遇到他們已經過去了五天。他對當局的冷漠感到憤怒，退休後開始在懸崖上巡邏，試圖防止自殺事件的發生。

## NPO預防自殺活動
2004年4月27日，茂成立，該局一直致力於防止東尋坊周圍的自殺事件。2014年，該局挽救了第500條生命。
2008年，茂報告稱由於2007年—2008年環球金融危機，臨時工失業後自殺未遂的人數激增。在日本，員工住在公司宿舍的情況並不少見，因此如果員工失業，他們也會失去住房。
NPO擁有六套公寓，如果人們沒有住處，可以住在那裡。
在2016年的Pokémon Go熱潮中，東尋坊遊客的數量增加，減少到當地懸崖自殺者的數量。
2017年，該局的16名成員正在考慮使用無人機監控懸崖，監視有自殺傾向的人。截至2017年5月，該局已阻止了586人自殺。

## 大眾文化
2015年，有報道將在一部紀錄片中介紹茂的工作。2017年，（Field of Vision）在YouTube上拍攝了一部名為「The Gatekeeper」的紀錄片，介紹茂和他的NPO志工團隊。
另一部紀錄片於2018年上映，由法國導演布萊斯·佩蘭（Blaise Perrin）拍攝，片名為《圓》（La Ronde）。
茂的故事也激發了法國小說《Le Cœur régulier》（2010年出版）的靈感，該小說隨後被改編成同名電影。